# Glutarimid
Glutarimid je hemijsko jedinjenje koje sadrži piperidinski prsten sa dva ketona vezana pored atoma azota. On je strukturna komponenta cikloheksimida, veoma potentnog inhibitora proteinske sinteze.